# Salve Regina

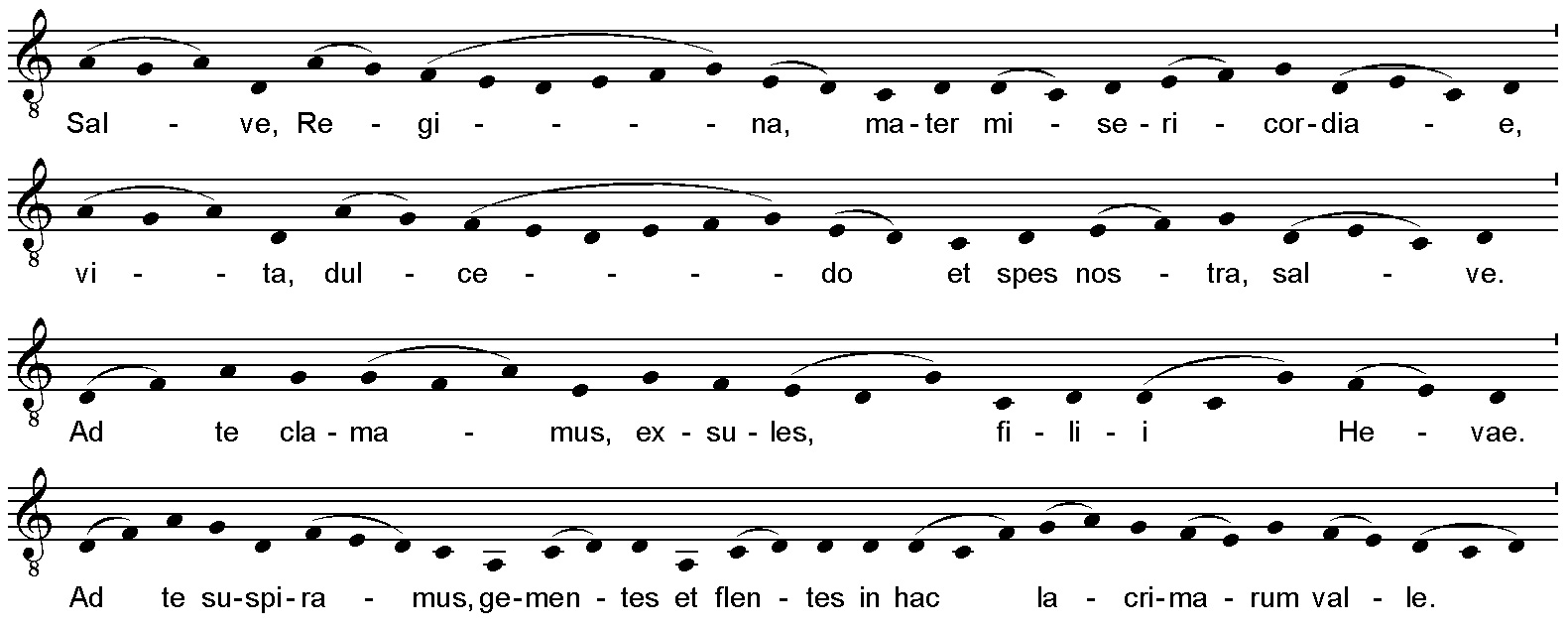
Антифон Salve Regina I тона (показаны первые две строфы).
Мелодическая версия — по Antiphonale monasticum

Salve Regina (лат. «Славься, Царица», или «Радуйся, Царица» [небесная]) — григорианский распев, один из четырёх богородичных, так называемых «финальных», антифонов.

## Краткая характеристика
В отличие от обычных антифонов исполняется без псалма. Наименование «финальный» происходит от традиции петь Salve Regina в конце ежедневного оффиция (во время комплетория). Форма сквозная (каждый стих текста — на иную мелодию, за исключением первых двух стихов). Тон антифона традиционно считается первым, хотя его фактический амбитус (A-d1) захватывает также второй тон. Мелодия содержит значительное количество распевов текста (до 11 нот на один слог).
Наиболее вероятные место и время создания антифона — Аквитания, первая половина XII века. Церковная традиция приписывает сочинение стихов и музыки Герману Расслабленному; авторство антифона также приписывают Ансельму Луккскому, Бернарду Клервоскому и другим. Светская наука считает музыку антифона анонимной.
Мелодию Salve Regina использовали как cantus firmus, либо в alternatim-технике (чередование монодических оригинальных строф антифона и строф, распетых на новую музыку, многоголосно) на всём протяжении позднего Средневековья и Возрождения: в английских латинских песнях (кондуктах?) XIV века, в мотетах Й. Окегема, Я. Обрехта (три версии), Жоскена Депре (два), Пьера де ла Рю (написал на текст и музыку Salve Regina шесть мотетов в разных техниках), Н. Гомберта (два), Матьё Суайе (Sohier; ум. ок. 1560), Т. Л. де Виктории, Ф. Герреро, П. де Эскобара и др. Текст Salve Regina (но не музыку) часто использовали композиторы позднего Возрождения и барокко, на него (обычно — в укороченном однострофном варианте) писали У. Бёрд, П. Филипс, К. Монтеверди (3 пьесы для разных исполнительских составов, в сборнике «Selva morale»), Ж.-Б. Люлли, М.-А. Шарпантье, Дж. Б. Перголези, А. Скарлатти (5 пьес), Д. Скарлатти (2 пьесы), А. Вивальди (3 пьесы, RV 616-618). В XIX веке Ф. Шуберт написал на текст Salve Regina шесть вокальных сочинений для разных составов, в XX веке Ф. Пуленк эффектно использовал первую строфу Salve Regina в финальной сцене своей оперы «Диалоги кармелиток» (тот же текст, но положенный на другую музыку, используется в его автономном мотете «Salve Regina» для хора без сопровождения). «Salve Regina» — вторая часть Литургической сюиты А. Жоливе (для голоса и квартета инструментов, 1942). В XXI в. на текст знаменитого антифона писал А. Пярт (2002).

## Позднейшая версия Salve Regina

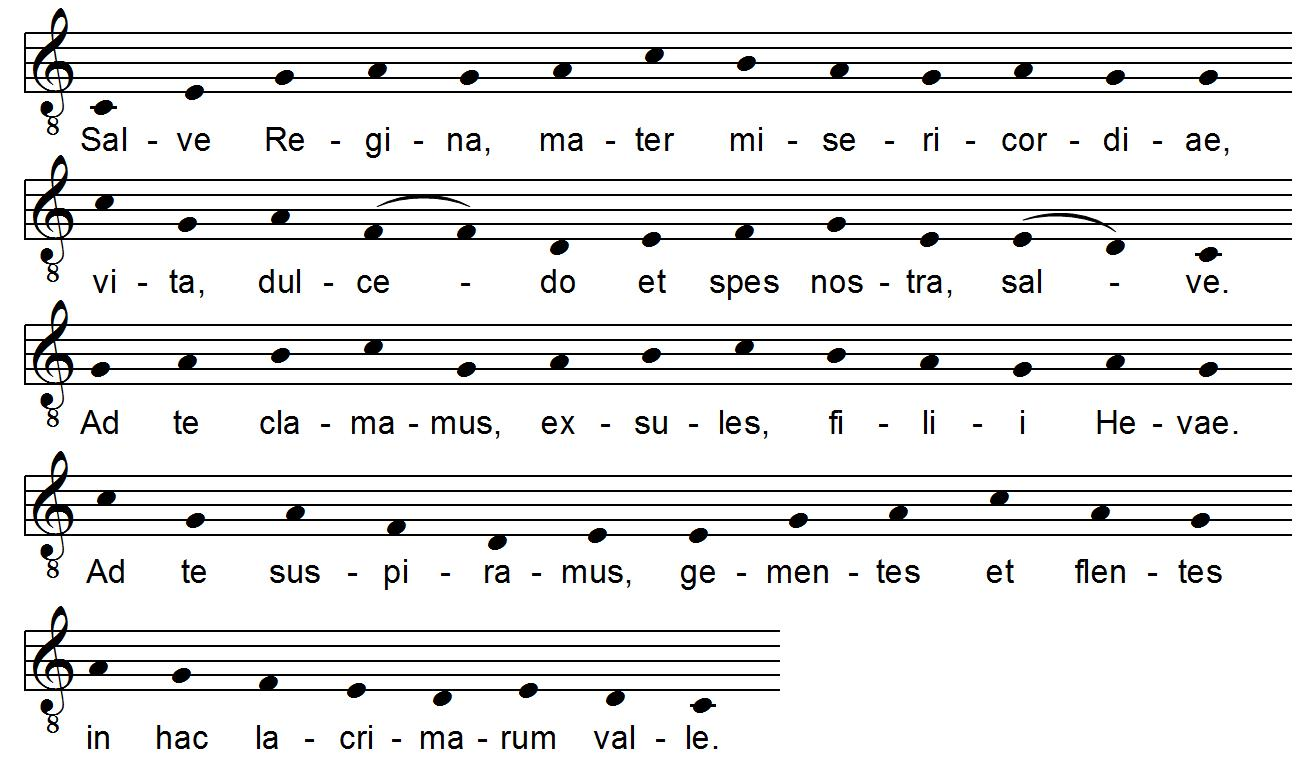
Антифон Salve Regina V тона (показаны первые две строфы).
Мелодическая версия — по Antiphonale monasticum

В немецкоязычных католических приходах Германии, Швейцарии и Австрии широко распространена мелодически более простая (силлабического типа) версия антифона, в V транспонированном тоне. Музыка написана в XVII веке валлонским композитором Анри Дюмоном (фр. Du Mont, Dumont) (1601-1684; в официальном песеннике Gotteslob — № 666/4).

## Латинский текст
Salve Regina, mater misericordiae,
vita, dulcedo, et spes nostra, salve.
Ad te clamamus exsules filii Hevae,
Ad te suspiramus, gementes et flentes
in hac lacrimarum valle.
Eia, ergo, advocata nostra, illos tuos
misericordes oculos ad nos converte;
Et Jesum, benedictum fructum ventris tui,
nobis post hoc exsilium ostende.
O clemens, o pia, o dulcis Virgo Maria.

## Русский текст
Славься царица, матерь милосердия
жизнь, отрада и надежда наша, славься.
К тебе взываем в изгнании, чада Евы,
к тебе воздыхаем, стеная и плача
в этой долине слёз.
О заступница наша!
К нам устреми твоего милосердия взоры
И Иисуса, благословенный плод чрева твоего
яви нам после этого изгнания.
О кротость, о милость, о отрада, Дева Мария.